# アルトドルファー (小惑星)
アルトドルファー (8121 Altdorfer) は、小惑星帯に位置する小惑星である。パロマー天文台のトム・ゲーレルスとライデン大学のファン・ハウテン夫妻が発見した。
16世紀前半に活動したドイツの画家、アルブレヒト・アルトドルファー (1480-1538) に因んで名付けられた。